# Негрове
Не́грове — село в Україні, у Плахтіївській сільській громаді Білгород-Дністровського району Одеської області. Населення становить 266 осіб.

## Населення
Згідно з переписом УРСР 1989 року чисельність наявного населення села становила 285 осіб, з яких 126 чоловіків та 159 жінок.
За переписом населення України 2001 року в селі мешкало 266 осіб.

### Мова
Розподіл населення за рідною мовою за даними перепису 2001 року:
| Мова       | Відсоток |
| ---------- | -------- |
| українська | 91,35 %  |
| російська  | 6,39 %   |
| молдовська | 2,26 %   |